# J.D. Beresford
Pour les articles homonymes, voir Beresford.
John Davys Beresford, né le 17 mars 1873 à Castor, dans le comté du Cambridgeshire, et mort le 1er février 1947 à Bath, dans le comté du Somerset, est un architecte, doublé d’un écrivain britannique, connu pour ses textes de science-fiction. Il a aussi écrit quelques histoires fantastiques et des romans policiers.
Il est le père d'Elisabeth Beresford, auteure de littérature d'enfance et de jeunesse.

## Biographie
Fils d'un pasteur, il est victime de la poliomyélite qui le laisse partiellement handicapé. Il fait néanmoins ses études à la Oundle School et suit une formation d'architecte avant de se lancer dans le journalisme. Dès cette époque, il s'éloigne de son père à qui il oppose une pensée agnostique. Plus tard, dans sa carrière, il se présentera comme un théosophe et un pacifiste.
Critique littéraire pour des journaux de gauche, dont The Guardian, New Statesman et The Spectator, il tente sa chance sans succès comme dramaturge, avant de publier à un rythme soutenu des romans qui appartiennent le plus souvent au genre de la science-fiction. Grand admirateur de l'œuvre de H. G. Wells, à qui il consacre un essai critique en 1915, il publie dès 1911 un premier roman, The Hampdenshire Wonder, qui aura une forte influence sur Olaf Stapledon. En 1925 est publié Le Tableau lacéré (The Monkey-Puzzle), un recueil de ses nouvelles fantastique, mâtinées d'intrigues policières.
Intéressé également par les recherches de la psychologie moderne, il assiste à plusieurs réunions savantes et s'y lie d'amitié avec des scientifiques et des intellectuels, dont Havelock Ellis et Maurice Nicoll.
Dans son essai Mind of the Maker, Dorothy L. Sayers cite Writing Aloud (1928) de Beresford comme son ouvrage de référence sur la théologie.
En 1945, George Orwell, le décrit comme un romancier dont la force réside dans sa capacité à prendre au sérieux les problèmes des gens ordinaires.

## Œuvre

### Romans

#### Trilogie romanesque
- The Early History of Jacob Stahl (1911)
- A Candidate of Truth (1912)
- The Invisible Event (1915)

#### Autres romans
- The Hampdenshire Wonder (1911)
- Goslings: A World of Women (1913)
- The House in Dimitrius Road (1914)
- The Mountains of the Moon (1915)
- These Lynneskers (1916)
- House Mates (1917)
- God's Counterpoint (1918)
- The Jervaise Comedy (1919)
- The Imperfect Mother (1920)
- Revolution: a story of the Near Future in England (1921)
- The Prisoner of Hartling (1922) Publié en français sous le titre Les Prisonniers de Hartling, traduit par Marc Logé, Paris, Plon, coll. « Bibliothèque reliée » no 159, 1935
- That Kind of Man, or Almost Pagan (1926)
- The Instrument of Destiny: a detective story (1928)
- All or Nothing (1928)
- Real People (1929)
- Love's Illusion (1930)
- The Middle Generation (1932)
- The Next Generation (1932)
- The Old People (1932)
- The Young People (1933)
- The Camberwell Miracle (1933)
- The Inheritor (1933) Publié en français sous le titre Un héritage, traduit par Hélène Jeandidier, Paris, Édition de la Nouvelle Revue Critique, coll. « Tours d'horizon » no 18, 1935
- Peckover (1934)
- On a Huge Hill (1935)
- The Decoy (1937)
- Cleo (1937)
- The Unfinished Road (1938)
- What Dreams May Come (1941)
- A Common Enemy (1941)
- The Long View (1943)
- The Benefactor (1943)
- Men in the Same Boat (1943), en collaboration avec Esmé Wynne-Tyson
- The Riddle of the Tower (1944), en collaboration avec Esmé Wynne-Tyson
- If This Were Truth (1944)
- The Gift (1947), en collaboration avec Esmé Wynne-Tyson

### Recueils de nouvelles
- Nineteen Impressions (1918)
- Signs and Wonders (1921)
- Taken From Life (1922), nouvelles et essais Publié en français de façon partielle sous le titre Le Déclin de l'influence de la psycho-analyse sur le roman anglais, traduit par Madeleine Vernon, Paris, Mercure de France, 1er septembre, 1926
- The Imperturbable Duchess, and Other Stories (1923)
- The Monkey-Puzzle (1925) Publié en français de façon partielle sous le titre Le Tableau lacéré, traduit par Paul Dottin, Paris, Hachette, coll. « Les Meilleurs romans étrangers », 1933
- The Meeting Place, and Other Stories (1929)
- Blackthorn Winter, and Other Stories (1936)

### Nouvelles
- The Power of the Spirit (1913)
- The Seal of Confession (1913), en collaboration avec Arthur Scott Craven
- Fog (1914), aussi publié sous le titre Lost in the Fog en 1918
- Powers of the Air (1915)
- Cut-Throat Farm (1918)
- The Misanthrope (1918)
- No Defense (1921)
- The Looking-Glass (1921)
- The Appearance of a Man (1921)
- A Negligable Experiment (1921)
- The Devil's Own Luck (1926)
- That Sort of Thing (1926)
- The Indomitable Mrs Garthorne (1927)
- Love Is Blind (1929)
- Ways of Escape (1929)
- The Artificial Mole (1929)
- When Winter Came (1930)
- Out of Tune (1934)
- Under Influence (1934)
- The Other Way (1935)
- The Power of Money (1935)
- The Open Door (1936)
- Reparation (1942)
- The Umbrella (1947)

### Autres publications
- H. G. Wells (1915), essai littéraire et critique
- William Elphinstone Ford (1917), biographie écrite en collaboration avec Kenneth Richmond
- Writing Aloud (1928), essai de théologie

## Filmographie

### À la télévision
- 1975 : Ten from the Twenties, série télévisée britannique, épisode Motherlove, d'après la nouvelle The Indomitable Mrs. Garthorne.